# Souel
Souel är en kommun i departementet Tarn i regionen Occitanien i södra Frankrike. Kommunen ligger i kantonen Cordes-sur-Ciel som tillhör arrondissementet Albi. År 2022 hade Souel 172 invånare.

## Befolkningsutveckling
Antalet invånare i kommunen Souel
| Referens: INSEE |